# إرحال أيوني
الإرحال الأيوني (بالإنجليزية: Ionotophoresis) رحلان الشاردي لماء الصنبور، هو طريقة متميزة لتخفيض التعرق في أجزاء مختلفة من الجسم، الرحلان الشاردي هو طريقة لزيادة نفوذ الدواء الداخل لسطح الجلد بتطبيق التيار كهربائي. جهاز الـ Drionic هو طريقة تعمل بالبطارية لأحداث انحلال شاردي لماء الصنبور. هذا جهاز بسيط يمكن استخدامه في المنزل، وفعال في تخفيض فرط التعرق لفترة 6 أسابيع.